# セントルイス映画批評家協会
セントルイス映画批評家協会（St. Louis Gateway Film Critics Association, 略称: SLFCA）は、セントルイスを拠点とする映画批評家協会である。2004年に設立された。

## セントルイス映画批評家協会賞
毎年12月にはセントルイス映画批評家協会賞（St. Louis Gateway Film Critics Awards, 略称: SLFCA）を取り行っている。

### 部門
- 主演男優賞
- 主演女優賞
- アニメ映画賞
- 美術監督賞
- 撮影賞
- コメディ映画賞
- 監督賞
- ドキュメンタリー映画賞
- 外国語映画賞
- オリジナル・革新的・創造的映画賞
- 音楽賞
- 作品賞
- オリジナル脚本賞
- 脚色賞
- 助演男優賞
- 助演女優賞
- 視覚・特殊効果賞

### 授賞式
- 2004年 - 第1回
- 2005年 - 第2回
- 2006年 - 第3回
- 2007年 - 第4回
- 2008年 - 第5回
- 2009年 - 第6回
- 2010年 - 第7回
- 2011年 - 第8回
- 2012年 - 第9回
- 2013年 - 第10回
- 2014年 - 第11回
- 2015年 - 第12回
- 2016年 - 第13回
- 2017年 - 第14回
- 2018年 - 第15回
- 2019年 - 第16回
- 2020年 - 第17回
- 2021年 - 第18回
- 2022年 - 第19回
- 2023年 - 第20回

### 受賞数統計
5部門受賞
- 『アーティスト』 (2011): 監督賞、作品賞、音楽賞、オリジナル脚本賞、助演女優賞

4部門受賞
- 『ブロークバック・マウンテン』 (2005): 作品賞、監督賞、脚本賞、主演男優賞
- 『アビエイター』 (2004): 作品賞、監督賞（ドラマ部門）、助演女優賞、美術監督賞

3部門受賞
- 『サイドウェイ』 (2004): 作品賞（ミュージカル・コメディ部門）、脚本賞、監督賞（ミュージカル・コメディ部門）
- 『JUNO/ジュノ』 (2007): 主演女優賞、脚本賞、コメディ映画賞

2部門受賞
- 『Ray/レイ』 (2004): 主演女優賞、音楽賞
- 『Mr.インクレディブル』 (2004): アニメ映画賞、視覚効果賞
- 『LOVERS』 (2004): 撮影賞、美術監督賞
- 『クィーン』 2006): 主演女優賞、脚本賞
- 『ディパーテッド』 (2006): 作品賞、監督賞
- 『潜水服は蝶の夢を見る』 (2007): 外国語映画賞、 オリジナル・革新的映画賞
- 『ノーカントリー』 (2007): 作品賞、監督賞
- 『ダークナイト』 (2008): 助演女優賞、視覚・特殊効果賞
- 『ベンジャミン・バトン 数奇な人生』 (2008): 作品賞、オリジナル・革新的映画賞
- 『スラムドッグ$ミリオネア』 (2008): 監督賞、外国語映画賞
- 『カールじいさんの空飛ぶ家』 (2009): アニメ映画賞、フェイバリットシーン賞
- 『NINE』 (2009): 撮影賞、音楽賞
- 『マイレージ、マイライフ』 (2009): 作品賞、主演男優賞
- 『ドラゴン・タトゥーの女』 (2011): 主演女優賞、場面賞
- 『ファミリー・ツリー』 (2011): 主演男優賞、脚色賞